# Kolben (Botanik)

Kolben,
schematische Darstellung

In der Botanik ist ein Kolben (häufig auch als Spadix bezeichnet) ein Blüten- oder Fruchtstand. Er zeichnet sich durch eine Walzenform mit verdickter Hauptachse aus. Die Blüten und später die Früchte sitzen ohne Stiel direkt auf. Tritt durch ein geringes Längenwachstum nur ein sehr kurzer Kolben auf, so ist der Unterschied zu einem Köpfchen fließend.
Beispiele finden sich beim Mais, bei bestimmten Arten der Hirse, beim Kalmus und bei den Aronstabgewächsen.

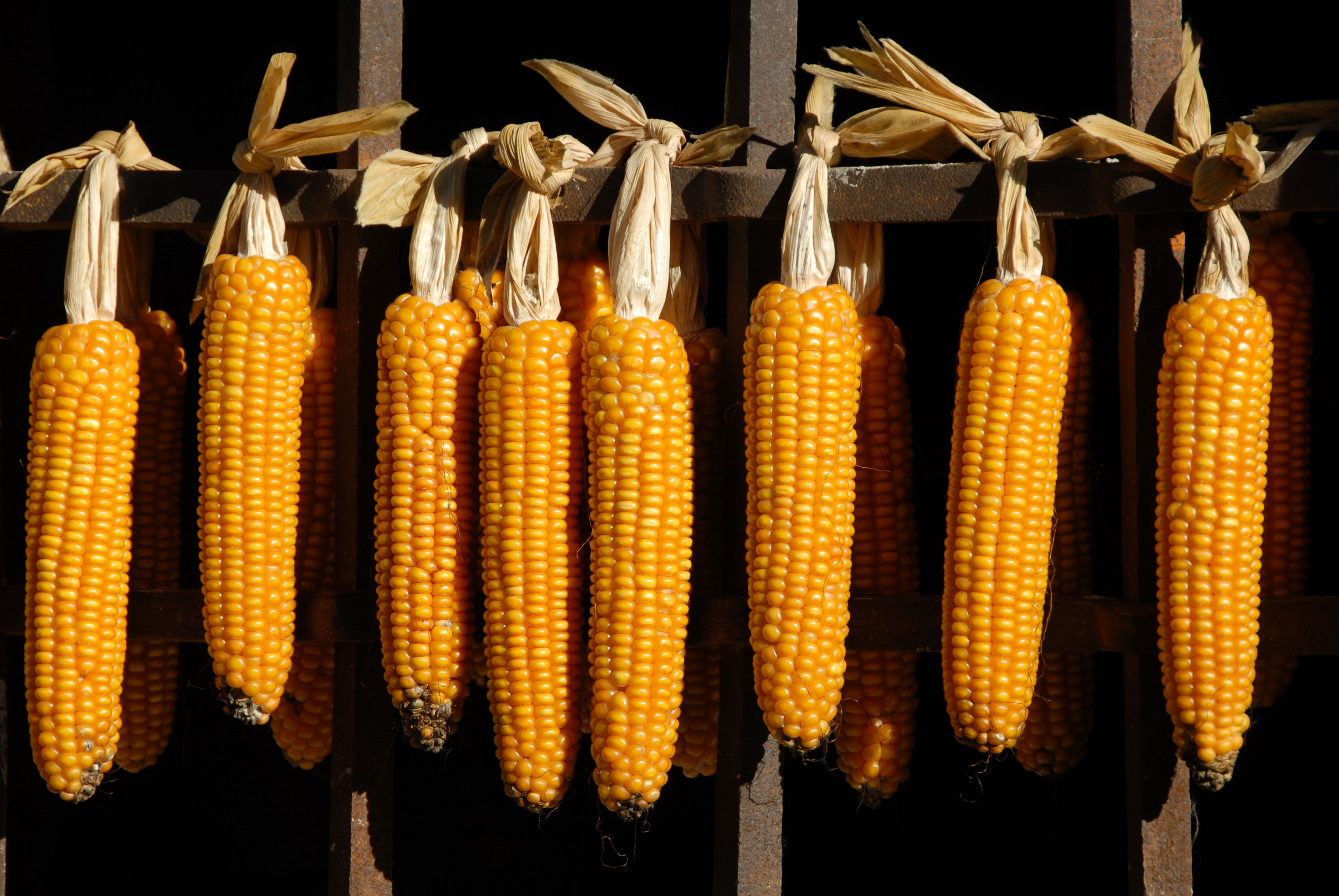
Maiskolben (Zea mays)
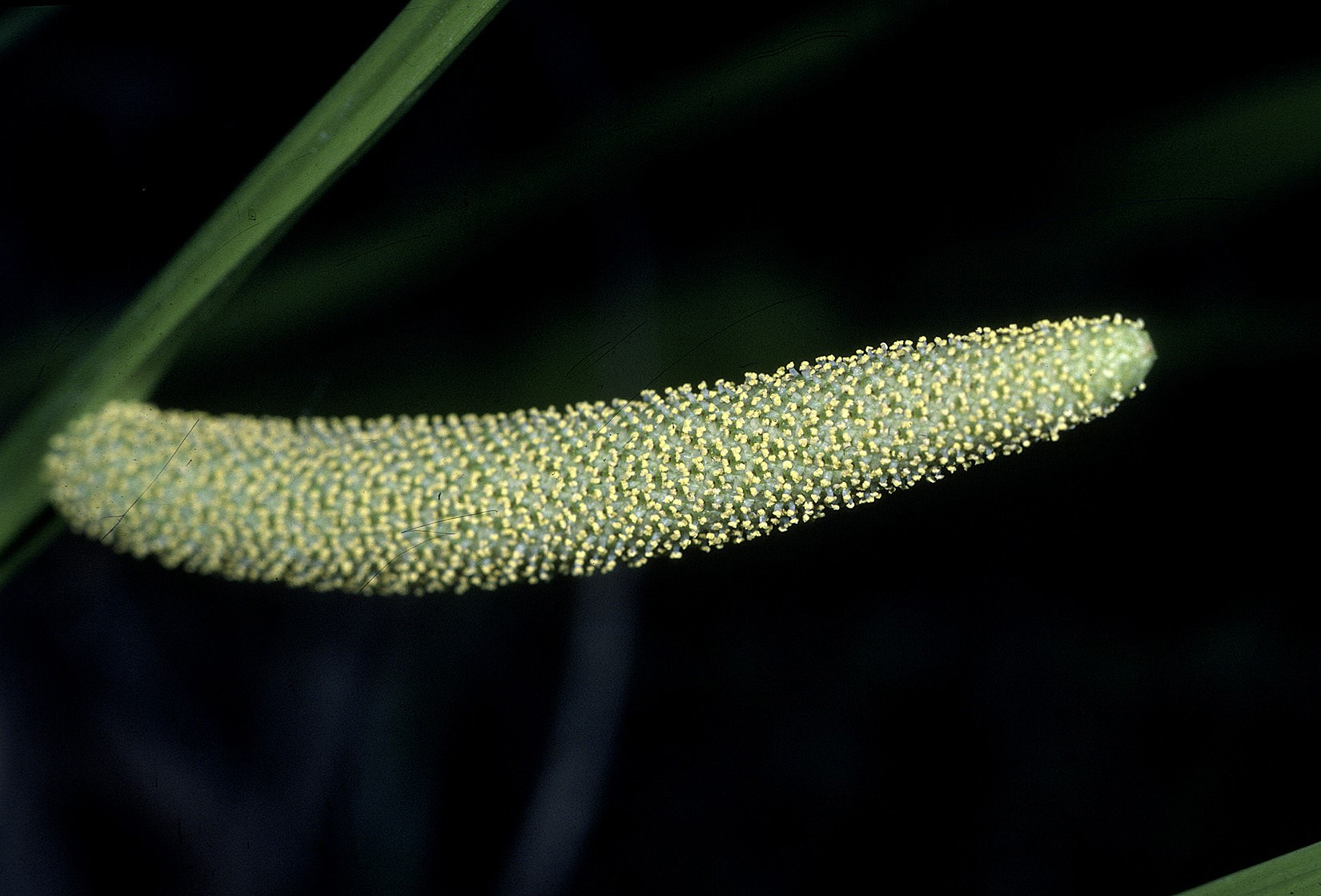
Kalmus (Acorus calamus)
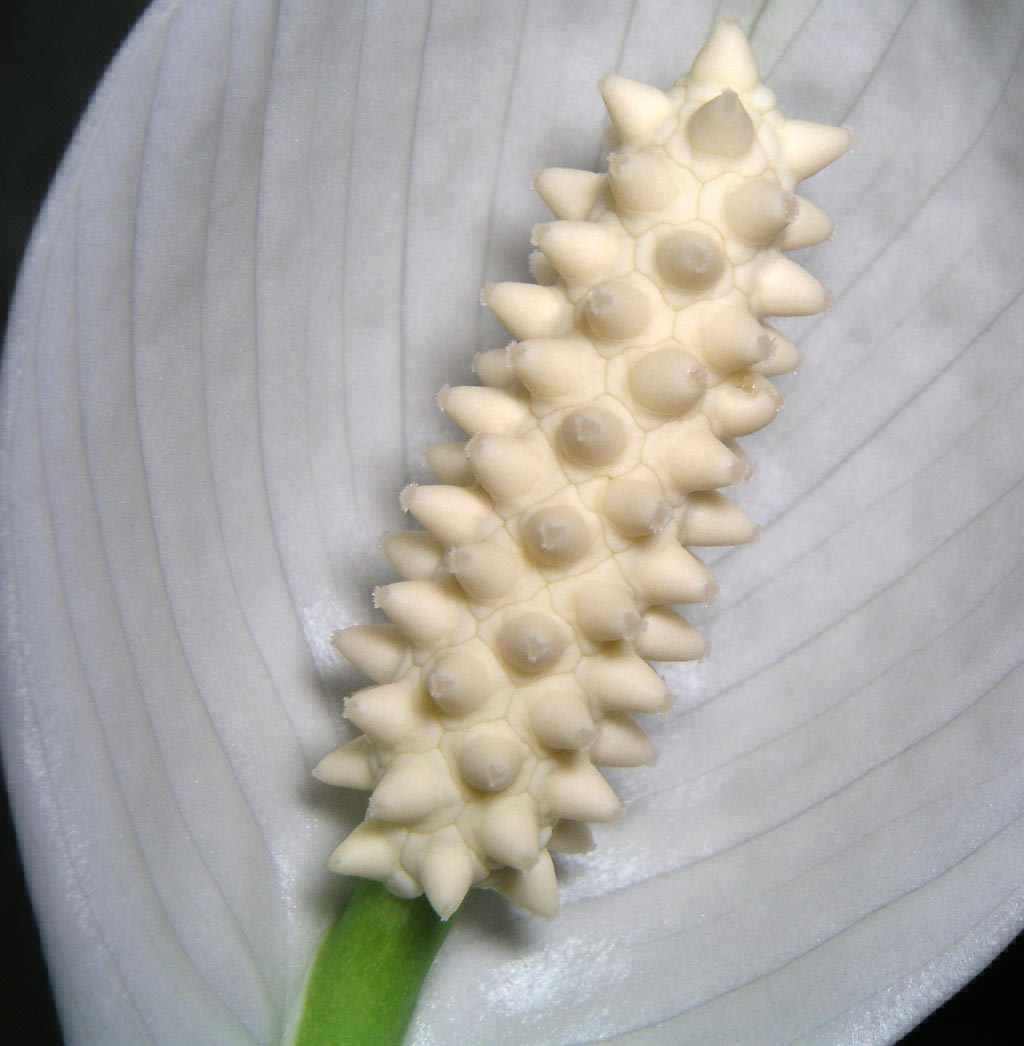
Spathiphyllum

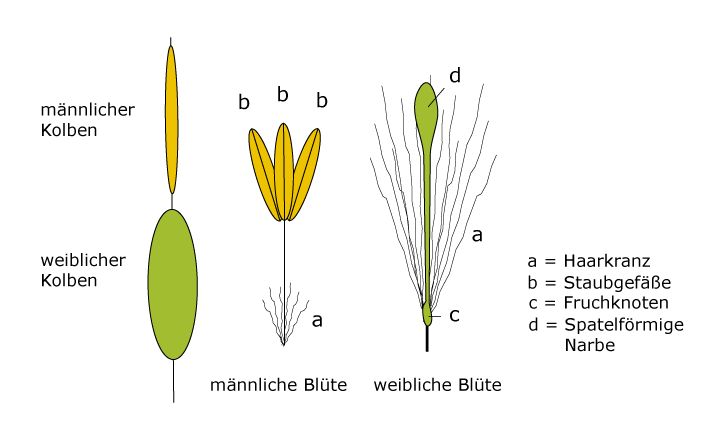
Männlicher und weiblicher Kolben bei Rohrkolben schematisch

Bei der Gattung Rohrkolben ist ein oberer Abschnitt des Blütenstands rein männlich und durch einen artspezifisch langen Stängelabschnitt von dem darunter liegenden rein weiblichen Blütenstand getrennt. Sowohl der männliche als auch der weibliche Teil ist verdickt und wird als Kolben bezeichnet (der weibliche Blütenstand kann sich auch in zwei Kolben gliedern), wobei die weiblichen die auffälligeren, dickeren sind.
Auch der gesamte Blütenstand wird als Kolben mit männlichen und weiblichen „Kolbenteilen“ bezeichnet.
Beim Schmalblättrigen Rohrkolben ist der männliche Kolben weiter in „Teilkolben“ gegliedert.